# Alphonse Bossard
Pour les articles homonymes, voir Bossard.
Alphonse Bossard, né le 15 octobre 1885 au May-sur-Èvre (Maine-et-Loire) et mort le 21 juin 1971 à Saint-Laurent-sur-Sèvre (Vendée) est un religieux français, père montfortain, missionnaire pendant 38 ans en léproserie au Nyassaland.

## Biographie
Alphonse Benjamin Marie Victor Bossard est le fils de d’Alphonse Jean Marie Bossard et de Rose Alexandrine Uzureau. Il est l'aîné d'une fratrie composée d'une sœur et six frères ; le dernier enfant du couple naît en 1905 à Cholet. Alphonse est alors âgé de vingt ans. Comme son père, il apprend le métier de teinturier.
Amoureux de la fille de son patron, il va se voir refuser sa main. Parti travailler au Mans, sa nouvelle patronne va très vite comprendre sa détresse et plaider sa cause auprès de ses parents. Dès l’âge de douze ans, il aurait voulu parler de son projet de devenir prêtre mais il était l’aîné et la famille ne cessait de s’agrandir. Appelé au service militaire en octobre 1906, il est soldat musicien en février 1907 puis devient élève à l'école apostolique de Poitiers.
La grande guerre va très vite le happer. Toujours volontaire pour les missions périlleuses, sa bravoure va lui valoir deux citations et la croix de Guerre.
Ordonné prêtre en 1922, après un bref professorat à Pontchâteau, il arrive en 1924 au Nyassaland. Il reste trente-huit ans dans cette mission de langue anglaise du Shiré. C'est vers 1950, qu'il a fondé la léproserie d'Utale, une fondation qui lui a donné beaucoup de soucis et l'a souvent empêché de dormir.
En 1962, il est contraint de rentrer en France pour se soigner, tout en gardant l'espoir de repartir car Il souhaite mourir dans ce pays d'Afrique devenu le sien. Il ne repart pas, malgré sa peine, avec cette foi qui est capable de concevoir que le sacrifice accepté a une valeur missionnaire, qui est dans l'ordre même de la rédemption. Dans le Choletais on dit, dans sa famille, se souvenir du timbre magnifique de sa voix et des tyroliennes qu'il sut chanter à la fin d'une conférence ou d'un repas dans cette grande saga des Bossard où tous les siens aimaient le retrouver.
Il reste jusqu'à la fin de sa vie attentif à toute l'évolution de l'Afrique, préoccupé par les événements qui s'y déroulent.
En avril 1963, la France lui rend officiellement hommage en le faisant chevalier de la Légion d'honneur.
Les obsèques du Père Bossard ont lieu le mercredi 23 juin 1971, à Saint-Laurent-sur-Sèvre.

## Distinctions
Alphonse Bossard est :
- chevalier de la Légion d'honneur en 1963 et
- décoré de la croix de guerre.

En outre il est :
- soldat musicien en 1907 ;
- nommé au grade de caporal le 27 août 1914 ;
- titulaire de plusieurs citations :
  - Citation no 269 : « dans la nuit du 5 avril 1918 a très efficacement contribué à l'évacuation de blessés, malgré le feu intense de l'artillerie ennemie et dans un terrain particulièrement difficile »,
  - Citation de la brigade no 9 : « au front depuis le début de la campagne a toujours été pour les infirmiers et brancardiers du bataillon un modèle de dévouement de courage d'abnégation. Soldat parfait, faisant son devoir sans jamais défaillir » ;

## Hommages
« Le prêtre que j'ai le plus admiré était le père Bossard, responsable du règlement des lépreux à Utale. Un Breton branché, à la barbe blanche, avec les yeux les plus brillants que vous ayez jamais vus et les mains comme des jambons, il a tout fait, il a fabriqué les briques, construit les quartiers, conduit le tracteur, labouré et toujours, avant tout, soigné et réconforté les malades avec une compassion aimante et joyeuse. Bien que ce soit un vieil homme, sa force physique était remarquable ; il aurait sorti le tracteur de la boue dans laquelle il était plongé dans une impasse extrême, assisté sans aucun doute par des appels aux saints et quelques bons serments bretons. Il était la chose la plus proche d'un saint que j'ai jamais rencontré ».
« Tous ceux qui ont connu le Père Alphonse Bossard en ces dernières années garderont le souvenir de l'homme solide, plus encore dans la foi que dans la santé physique, dont le visage aux expressions à la fois gaies et timides irradiait la bonté et l'éternelle jeunesse d'âme... C'est à 18 ans, alors qu'il était ouvrier teinturier au Mans, que sa patronne s'aperçut qu'il était malheureux et comprit le pourquoi. Le papa Bossard vint au Mans et régla l'affaire avec son fils sur le quai de la gare. Alphonse Bossard put alors commencer des études à l'école apostolique de Poitiers vite interrompues par la guerre de 1914. Il passa cinq ans dans les combats ou la vie militaire. Il y récolta pas mal de citations auxquelles il n'attacha pas beaucoup d'importance avec cette indifférence aux honneurs ou aux biens de ce monde qui caractérise sa vie... Il resta trente-huit ans dans cette mission (du Shiré) de langue anglaise se dévouant à d'innombrables services ».